# Pietro di Castiglia (reggente)
Pietro di Castiglia (Valladolid, 1290 – Granada, 25 giugno 1319) fu un principe castigliano Reggente di Castiglia e León e signore di Cameros, Almazán, Berlanga, Monteagudo e Cifuentes.

## Origine
Pietro, come riporta il Nobiliario de D. Pedro Conde de Bracelos, era il figlio maschio quartogenito del re di Castiglia Sancho IV di Castiglia e di Maria di Molina, che, secondo il Chronicon de Cardeña era figlia di Alfonso di Molina e, come riporta il Nobiliario de D. Pedro Conde de Bracelos della sua terza moglie, Mayor Téllez di Meneses, signora di Montealegre e Tiedra e figlia di Alfonso Tellez de Meneses e di Maria Annes de Lima.

Sancho IV, come conferma il documento n° LV, datato 9 luglio 1258, dei DOCUMENTOS DE LA Iglesia Colegial de Santa María la Mayor (hoy Metropolitana) DE VALLADOLID, Siglo XIII era il figlio maschio secondogenito del re di Castiglia e di León e futuro re dei Romani, Alfonso X e di Violante d'Aragona (Rey Don Alfonso, regnant en uno con la Reyna donna Yolant mi mujer et con nuestro ffijo el Infante don Ferrando primero et yeredero e con nuestro ffijo el Inffante don Sancho), che, come riporta la Cronaca piniatense, era figlia del Re di Aragona, Conte di Barcellona e delle altre contee catalane, re di Valencia e di Maiorca, signore di Montpellier e Carladès, Giacomo I il Conquistatore e della principessa ungherese Violante, figlia del re di Ungheria Andrea II e della principessa di Costantinopoli Iolanda di Courtenay.

La signoria di Cameros era composta dalle attuali comanche di Cameros nuevos, Cameros viejos, e le valli dei fiumi Cidacos e Alhama, nell'attuale comarca di Calahorra

## Biografia
Nel 1295, quando aveva circa cinque anni, rimase orfano di padre; infatti il 25 aprile 1295, a Toledo, suo padre, il re di Castiglia Sancho IV, moriva, come riporta il Chronicon Domini Joannis Emmanuelis (Era M. CCC. XXXIII. obiit Rex Dns Sancius Toleti, in mense Aprilis), e lasciava il trono delle mani del figlio, il fratello di Pietro, Ferdinando, di soli nove anni, come riporta il Chronicon Conimbricensi (Era MCCCXXXIII. III Kal Mai obiit Dñs Sancius Rex Castellæ et in ipsa era regnavit Dñs Fernandus filius ejus pro eo), che fu incoronato col nome di Ferdinando IV e Maria di Molina, quale tutrice, venne nominata reggente del regno, coadiuvata dal prozio di Pietro e Ferdinando, Enrico.
Già in gioventù, secondo il Diccionario biográfico español, Real Academia de la Historia, fu un fedele collaboratore del fratello, Ferdinando IV.

Nel 1307 suo fratello Ferdinando IV gli propose il matrimonio con la vedova del prozio Enrico, Giovanna Núñez de Lara (1286-1351), detta "la Palomilla", signora de Lerma, Villafranca, Dueñas, Fuente-Empudia, Torrelobatón e Herrera, figlia di Giovanni Núñez de Lara “el Gordo”, signore di Lara e Biscaglia e della moglie Teresa Álvarez de Azagra, signora di Albarracín.

Ma la proposta di matrimonio non ebbe seguito.
Pietro divenne maggiordomo di suo fratello Ferdinando IV, dal 25 febbraio 1310 al 29 gennaio 1311.
Nel settembre del 1312, suo fratello Ferdinando IV morì in Jaen, come riporta il Chronicon Domini Joannis Emmanuelis (Eadem era obiit Rex Dns Fernandus in Jaen, in September) e, dopo la morte del re Pietro fu nominato reggente per il figlio di Ferdinando,  Alfonso XI, assieme alla regina madre Maria di Molina (nonna di Alfonso XI), ed a suo zio, Giovanni di Castiglia, fratello di Sancho IV e fu reggente di Castiglia sino alla morte avvenuta per mano dei Mori. 
Pietro morì durante la battaglia di Vega di Granada, nel 1319; i reggenti, Giovanni e Pietro nel 1319, avevano deciso di riprendere la guerra contro i Mori e dopo una rapida avanzata, il 25 giugno Pietro morì cadendo da cavallo durante la battaglia di Vega de Granada, mentre Giovanni fu colto da malore alla notizia della morte di Pietro. La loro morte è ricordata anche dal Chronicon Domini Joannis Emmanuelis (obierunt Infantes Dns Joannes et Dns Petrus, in Vega Granatæ).

## Matrimonio e discendenza
Nel dicembre del 1311, a Calatayud, sposò Maria d'Aragona (1299-1327), come riporta Os Livro de Linhagens, I, Livro Velho, Portugaliæ Monumenta Historica, Scriptores, Vol. I, Fasc. II (o infante D. Pedro de suso dito filho delrey D. Sancho e da raynha D. Maria casou com a infante D. Maria d’Aragam), figlia del re della corona d'Aragona, Giacomo II.

Pietro da Maria ebbe una figlia:
- Bianca di Castiglia (ca. 1315-Burgos 1375), (e des com era D. Branca)[15] che, nel 1325, sposò l'erede al trono del Portogallo, Pietro (que fai sposa de infante D. Pedro de Portugal)[15]; il matrimonio non fu mai consumato e, nel 1330, fu annullato. Nel 1331, Bianca divenne badessa del monastero di Santa María la Real de Las Huelgas, a Burgos, dove morì.

## Ascendenza
|                         |                    |                           | Genitori                  |  |  | Nonni |  |  | Bisnonni                    |  |  | Trisnonni          |  |
|                         |                    |                           |                           |  |  |       |  |  | Ferdinando III di Castiglia |  |  | Alfonso IX di León |  |
|                         |                    |                           |                           |  |  |       |  |  | Ferdinando III di Castiglia |  |  | Alfonso IX di León |  |
|                         |                    | Berenguela di Castiglia   |                           |  |  |       |  |  | Ferdinando III di Castiglia |  |  |                    |  |
| Alfonso X di Castiglia  |                    |                           |                           |  |  |       |  |  | Ferdinando III di Castiglia |  |  |                    |  |
|                         |                    | Beatrice di Svevia        | Filippo di Svevia         |  |  |       |  |  |                             |  |  |                    |  |
|                         |                    | Beatrice di Svevia        | Filippo di Svevia         |  |  |       |  |  |                             |  |  |                    |  |
|                         |                    | Beatrice di Svevia        | Irene Angela              |  |  |       |  |  |                             |  |  |                    |  |
| Sancho IV di Castiglia  |                    | Beatrice di Svevia        |                           |  |  |       |  |  |                             |  |  |                    |  |
|                         |                    | Giacomo I d'Aragona       | Pietro II d'Aragona       |  |  |       |  |  |                             |  |  |                    |  |
|                         |                    | Giacomo I d'Aragona       | Pietro II d'Aragona       |  |  |       |  |  |                             |  |  |                    |  |
|                         |                    | Giacomo I d'Aragona       | Maria di Montpellier      |  |  |       |  |  |                             |  |  |                    |  |
| Violante d'Aragona      |                    | Giacomo I d'Aragona       |                           |  |  |       |  |  |                             |  |  |                    |  |
|                         |                    | Iolanda d'Ungheria        | Andrea II d'Ungheria      |  |  |       |  |  |                             |  |  |                    |  |
|                         |                    | Iolanda d'Ungheria        | Andrea II d'Ungheria      |  |  |       |  |  |                             |  |  |                    |  |
|                         |                    | Iolanda d'Ungheria        | Iolanda di Courtenay      |  |  |       |  |  |                             |  |  |                    |  |
| Pietro di Castiglia     |                    | Iolanda d'Ungheria        |                           |  |  |       |  |  |                             |  |  |                    |  |
|                         | Alfonso IX di León | Ferdinando II di León     |                           |  |  |       |  |  |                             |  |  |                    |  |
|                         | Alfonso IX di León | Ferdinando II di León     |                           |  |  |       |  |  |                             |  |  |                    |  |
|                         | Alfonso IX di León | Urraca del Portogallo     |                           |  |  |       |  |  |                             |  |  |                    |  |
| Alfonso di Molina       | Alfonso IX di León |                           |                           |  |  |       |  |  |                             |  |  |                    |  |
|                         |                    | Berenguela di Castiglia   | Alfonso VIII di Castiglia |  |  |       |  |  |                             |  |  |                    |  |
|                         |                    | Berenguela di Castiglia   | Alfonso VIII di Castiglia |  |  |       |  |  |                             |  |  |                    |  |
|                         |                    | Berenguela di Castiglia   | Eleonora d'Inghilterra    |  |  |       |  |  |                             |  |  |                    |  |
| Maria di Molina         |                    | Berenguela di Castiglia   |                           |  |  |       |  |  |                             |  |  |                    |  |
|                         |                    | Alfonso Tellez de Meneses | …                         |  |  |       |  |  |                             |  |  |                    |  |
|                         |                    | Alfonso Tellez de Meneses | …                         |  |  |       |  |  |                             |  |  |                    |  |
|                         |                    | Alfonso Tellez de Meneses | …                         |  |  |       |  |  |                             |  |  |                    |  |
| Mayor Alonso de Meneses |                    | Alfonso Tellez de Meneses |                           |  |  |       |  |  |                             |  |  |                    |  |
|                         |                    | …                         | …                         |  |  |       |  |  |                             |  |  |                    |  |
|                         |                    | …                         | …                         |  |  |       |  |  |                             |  |  |                    |  |
|                         |                    | …                         | …                         |  |  |       |  |  |                             |  |  |                    |  |
|                         |                    | …                         |                           |  |  |       |  |  |                             |  |  |                    |  |

### Fonti primarie
- (LA, ES) España sagrada, Volume 23.
- (LA) España sagrada, Volume 2.
- (LA) DOCUMENTOS DE LA Iglesia Colegial de Santa María la Mayor (hoy Metropolitana) DE VALLADOLID, Siglo XIII (PDF).
- (ES) Crónica de San Juan de la Peña (PDF).
- (PT) Nobiliario del Conde de Barcelos Don Pedro, Hijo del Rey Don Dionisio, Reyes de Portugal.
- (PT)  Livro de Linhagens, I, Livro Velho, Portugaliæ Monumenta Historica, Scriptores, Vol. I, Fasc. II

### Letteratura storiografica
- Hilda Johnstone, "Francia: gli ultimi capetingi", in Storia del mondo medievale, vol. VI, 1999, pp.569–607.